# Dafydd ab Owain
Dafydd ab Owain († Mai 1203) war ein Fürst des walisischen Fürstentums Gwynedd. 
Er war ein Sohn von Owain Gwynedd und dessen zweiter Frau Christina, einer Tochter von Gronw ab Owain ab Edwin. Da seine Eltern Cousin und Cousine ersten Grades waren, wurde die Ehe von der Kirche nicht anerkannt und Dafydd galt als illegitim. 1157 war er zusammen mit seinem Halbbruder Cynan an dem Hinterhalt am Coleshill in den Wäldern von Hawarden beteiligt, bei dem die Truppen des englischen Königs Heinrich II. während des Feldzugs gegen die walisischen Fürstentümer schwere Verluste erlitten. Während des Krieges gegen England 1165 war er mit einer Streitmacht in Dyffryn Clwyd und begann den Konflikt mit einem Überfall auf Tegeingl, bei dem er reiche Beute machte. 
Nach dem Tod seines Vaters im November 1170 begannen er und sein Bruder Rhodri die Bruderkriege um das Reich seines Vaters. Sie griffen ihren Halbbruder Hywel ab Owain auf der Insel Anglesey und töteten ihn in einer Schlacht bei Pentraeth. 1173 griff Dafydd einen weiteren seiner Halbbrüder, Maelgwn ab Owain an und vertrieb ihn von Anglesey ins irische Exil. Während des walisischen Aufstands 1173 gegen die Anglonormannen stand er auf der Seite des englischen Königs und durfte deshalb im Sommer 1174 Emma, eine illegitime Tochter von Geoffrey of Anjou und damit eine Halbschwester König Heinrichs II. heiraten. Dafydd war nun auf dem Höhepunkt seiner Macht und konnte auch seinen Bruder Rhodri gefangen nehmen und dessen Land besetzen. Auch den aus Irland zurückgekehrten Maelgwn konnte er gefangen nehmen. Der Barde Gwilym Rhyel lobte ihn als König von Cemais, doch jetzt wendete sich das Glück gegen Dafydd. Sein Bruder Rhodri konnte aus seiner Gefangenschaft entkommen, sammelte seine Anhänger und vertrieb Dafydd 1175 in das Gebiet östlich des Conwy. Als Ausgleich übergab ihm Heinrich II. auf der Ratsversammlung in Oxford 1177 die Herrschaften von Ellesmere und Hales in Shropshire als Lehen. Dafydd blieb der Herr des östlichen Gwynedd, wo Rhuddlan Castle seine Residenz wurde. 
Nachdem er bereits seit Ende 1180er Jahre im Konflikt mit seinem Neffen Llywelyn ab Iorwerth lag, verbündete sich dieser schließlich mit seinen Cousins Gruffydd und Maredudd, den Söhnen seines Bruders Cynan ab Owain. Gemeinsam schlugen sie Dafydd 1194 in der Schlacht von Aberconwy. Dafydds Herrschaftsgebiet schrumpfte danach auf drei Burgen zusammen, doch auch diese wurden 1197 von Llywelyn erobert. Dafydd wurde gefangen genommen, doch kam er 1198 auf Fürsprache von Erzbischof Hubert Walter wieder frei und zog sich auf seine englischen Besitzungen zurück. 
Aus seiner Ehe mit Emma hatte er einen Sohn und eine Tochter. Seine Tochter Wennour heiratete Meurig, einen Sohn eines Barons der Welsh Marches. Sein Sohn Owain folgte ihm als Herr von Hales und nahm den Namen Halesowen an. Während des Krieges zwischen Llywelyn ab Iorwerth und König Johann versuchte der englische König 1212, Owain zum Fürsten von Ostwales zu machen, doch lehnten die Waliser ihn ab. Owain starb vor Oktober 1214, und Hales fiel an Peter des Roches, der dort ein Prämonstratenserkloster gründete. Einen Teil seiner Güter hatte Dafydd dem Augustinerstift von Haughmond in Shropshire gestiftet, das bereits von seinem Onkel Cadwaladr gefördert worden war. Die Herrschaft Ellesmere fiel nach seinem Tod wieder an die Krone und wurde kurz darauf an Llywelyn ab Iorwerth vergeben. 